# チムどんぱあく
『かでかるさとしのチムどんぱあく』は、琉球放送運営のRBCiラジオが2001年4月から2013年3月30日まで放送していたラジオ番組。
かでかるさとしと前田リナがパーソナリティを務めていた週末昼のワイド番組。1年目のみ日曜昼の放送で、2年目からは土曜昼に放送されていた。番組タイトルの表記には揺れがあり、ラジオタイムテーブルなどにおいては『チムどんぱあく』とだけ記されることがあった。
心がときめくことを意味する沖縄方言「チムどんどん」をタイトルに冠していたとおり、この番組はリスナーのもとへ「元気」「やる気」「勇気」を届けることをコンセプトにしていた。また、沖縄県民でも使えない者がだんだんと増えてきた沖縄言葉をラジオで学び直す「チムどんぱあく的 うちな〜ぐち教室」のコーナーを設けたりと、地域の持つ特色を大切にしていた。そうした内容が評価され、2008年度の日本民間放送連盟賞「ラジオ生ワイド番組」部門と、同年度のギャラクシー賞「ラジオ部門」それぞれで優秀賞を受賞した。
番組は年に数回、青森放送ラジオの『サタデー夢ラジオ』と交流放送を行っていた。
番組の終了後、替わって月曜20時台で『かでかるさとしのなんくるラジオ』がスタートした。

## 出演者
- かでかるさとし
- 前田リナ
- 大城泉 - 前田の産休中に代役を務めていた。
- 大城蘭 - 12時台のニュース担当。
- 大川豊治 - ラジオカーリポーター[6]。

## 放送時間
いずれも日本標準時。
- 日曜 11:00 - 14:00（1年目）
- 土曜 12:00 - 15:00（2年目以降）

## タイムテーブル
- 12:00 オープニング
- 12:20 i情報（ニュース・天気予報）
- 12:30 チムどんぱあく的ウチナーグチ教室
- 12:50 i情報（ラジオカー中継）
- 13:20 i情報（イベント情報・天気予報）
- 13:40 さとこのはっさすかんさぁ（いらいらする）
- 13:50 i情報（交通情報）
- 14:05 嘉手苅食堂
- 14:20 i情報（ラジオカー中継）
- 14:40 おめでとう君に祝福を
- 14:55 エンディング